# Kalander

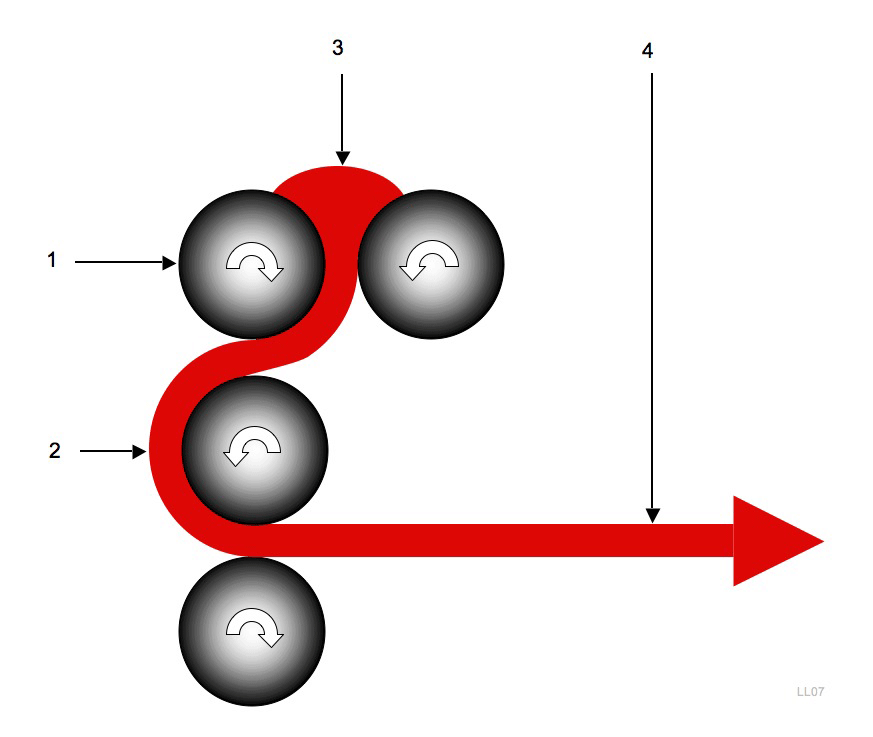
Kalander-Prozess

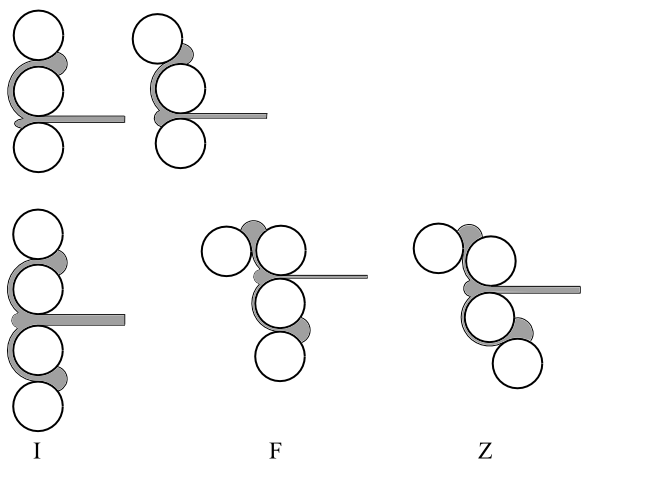
Rollenanordnungen bei Kalandern

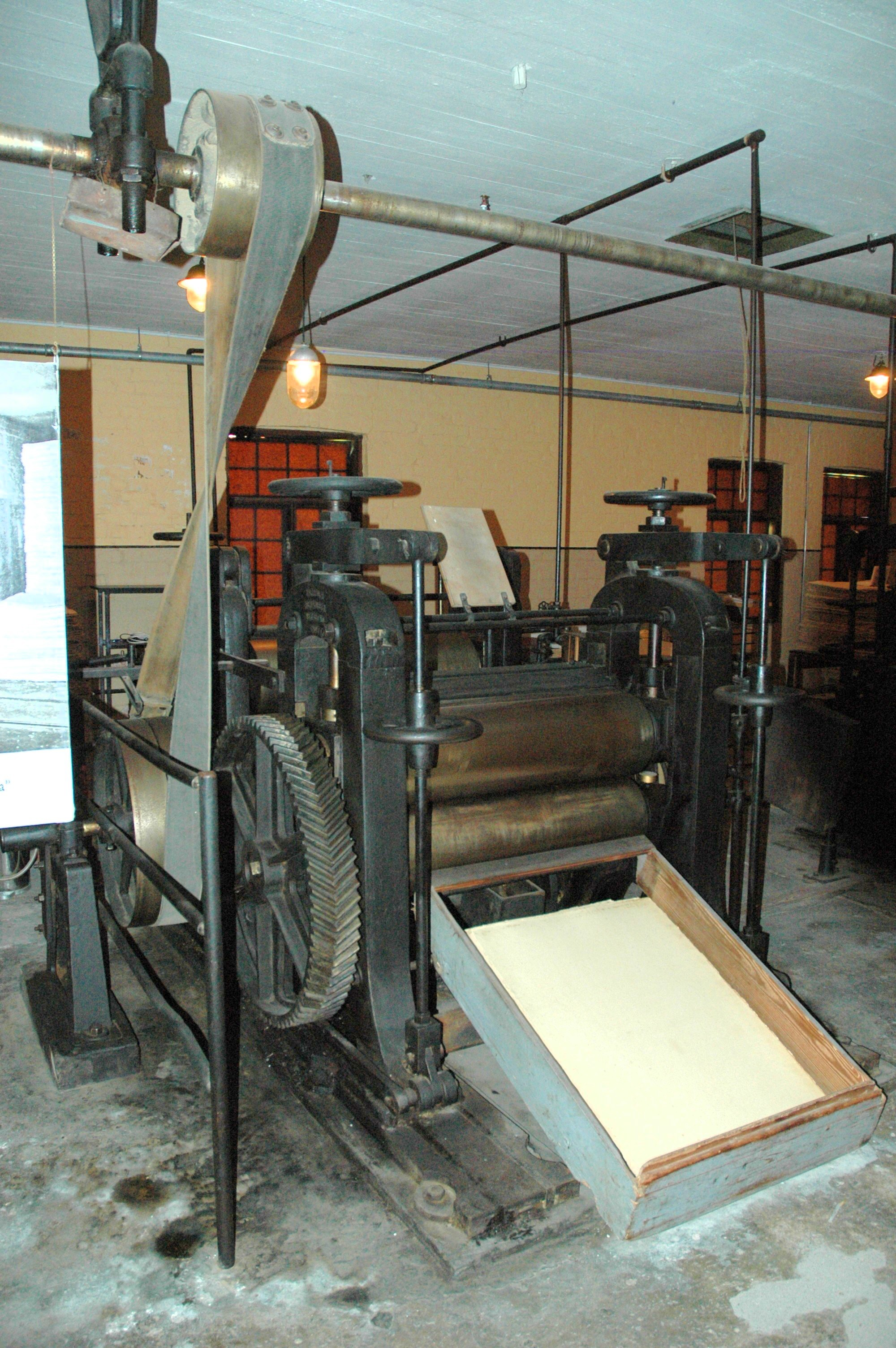
Historische Kalander-Maschine der Kartonfabrik Verla

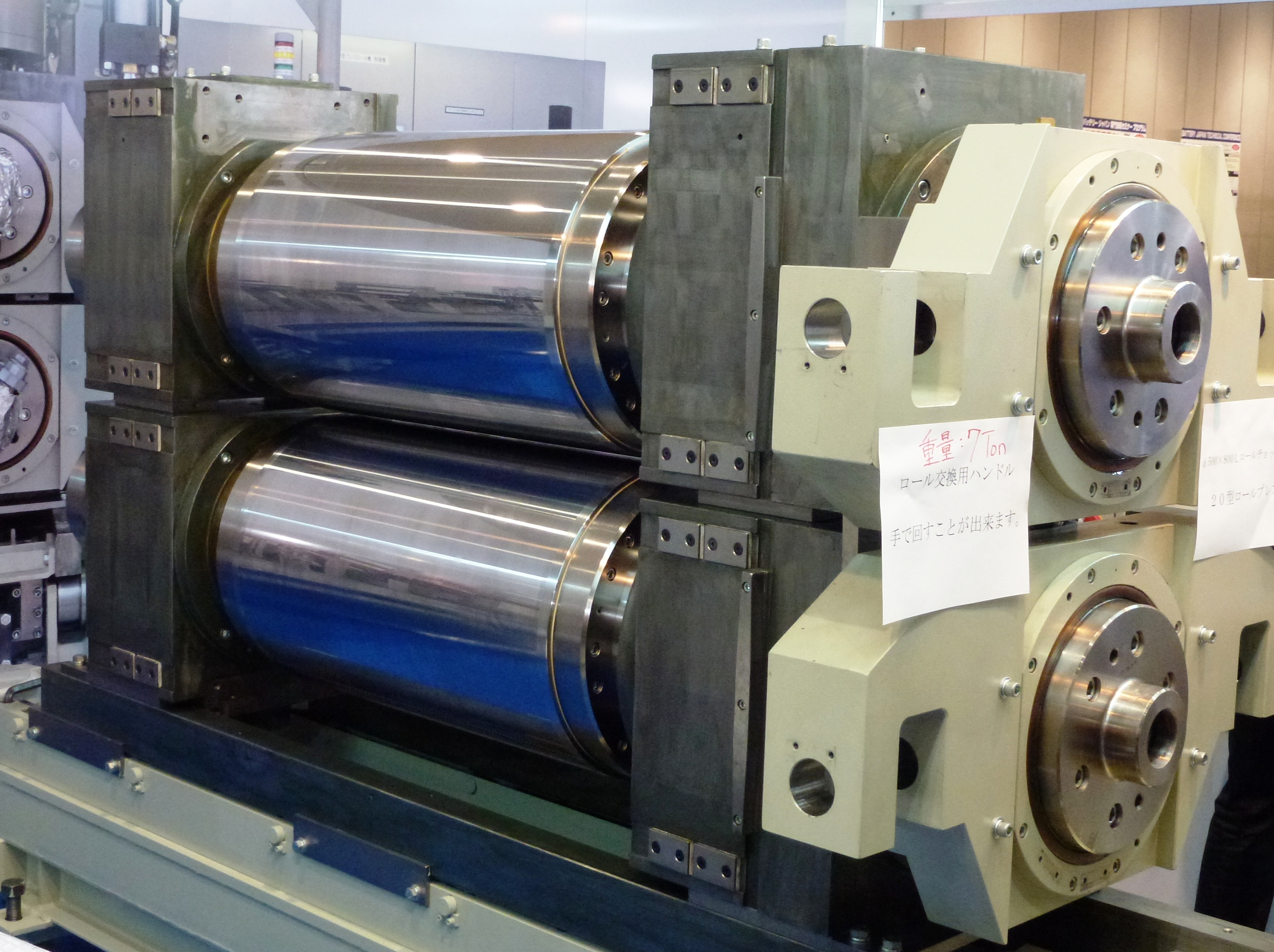
Kalander zur Elektrodenherstellung für Lithiumionen-Batterien

Kalander (von französisch calandre „Rolle“) ist ein System aus mehreren aufeinander angeordneten beheizten und polierten Walzen aus Schalenhartguss oder Stahl, durch deren Spalte eine Schmelze oder andere Materialien hindurchgeführt werden. Es dient zur Herstellung von Folien aus Kunststoffen (PVC, PE, PS etc.), Gummi, Metallen (Aluminium, Zinn) und Papier.

## Unterscheidungsmerkmale
Man unterscheidet Schmelzkalander zur Folienherstellung (Folienhalbzeuge) und Beschichtungskalander zum Beschichten etwa von Geweben, beispielsweise Transportbändern.
Abweichend von diesem Sprachgebrauch stellt die DIN 8580 (Systematik der Fertigungsverfahren) Kalandrieren (1.2.6) zu Urformen aus dem plastischen Zustand, umfasst also nur das Schmelzkalandrieren; Beschichten ist eine eigenständige Grundgruppe (5).
In der Praxis werden das eigentliche Urformen, Umformen (Grundgruppe 2, etwa Glätten) und andere Nacharbeiten auch in einer Fertigungsanlage kombiniert.

## Kalanderarten
Je nach Anordnung der Walzen und der Materialzuführung unterscheidet man:
- I-Kalander
- L-Kalander: wird in der Hart-PVC-Verarbeitung hauptsächlich verwendet
- F-Kalander: PVC-weich-Verarbeitung lässt sich hiermit realisieren
- Z-Kalander: für Gewebebahnen.

## Anwendungen
Kalander werden auch zum Prägen, Glätten, Verdichten und Satinieren von Papier und Textilien benutzt. Ferner können Vliese aus thermoplastischen Polymeren zu Vliesstoffen verfestigt werden. Auch Elastomer-Mischungsplatten werden für die Herstellung von Transport-Fördergurten kalandriert.

### Textilindustrie
In der Textilindustrie werden Kalander oder Baugruppen aus mehreren Kalandern auf vielfältige Weise eingesetzt, u. a. als Vorstufe im Krumpfungsprozess, zum Glätten von Oberflächen, um Flottenüberschüsse abzuquetschen, beim Heißfixieren oder um Flottenreste zu verdampfen (Heißkalander).

### Papierindustrie
In der Papierindustrie werden Oberflächeneigenschaften wie Glanz und Glätte bei gleichzeitiger Dickenreduzierung verbessert. Durch Veränderung von Druck, Temperatur und Walzengeschwindigkeit lassen sich verschiedene Effekte erzielen.
Kalander befinden sich:
- außerhalb der Papiermaschine (offline) oder
- innerhalb der Papiermaschine zwischen Trockenpartie und Aufrollung (online).

Das Verfahren nennt sich Kalandrieren bzw. Satinieren.

### Kunststoffindustrie
Bei Kunststoffen werden mit der Kalandertechnik (Kalandriertechnik) vergleichsweise dicke Folien hergestellt. Diese werden dann z. B. in der Pharmaindustrie für Blister (Sichtverpackung) eingesetzt; dagegen werden dünne Folien, z. B. Müllbeutel aus PE, aus Zeit- und Kostengründen mittels Blasfolienextrusion hergestellt. Gummifolien werden im Bereich von 0,03 bis 1 mm hergestellt. Diese Folien werden auch im Kalander doubliert.

### Siebdruck
Stahlgazegewebe für das Siebdruckverfahren werden zur Glättung und Dickenreduzierung nach dem Weben zum Teil (meist auf Wunsch der abnehmenden Druckerei) kalandriert. Dabei sind Dickenreduzierungen zwischen 5 und 50 % üblich; je stärker das Gewebe gewalzt wird, desto optisch ähnlicher wird es zu einer Metallfolie.

## Herstellung
Bei der Konstruktion von Kalandern sehen sich Ingenieure mehreren Schwierigkeiten gegenüber:
- in der Regel erfordern die Anwendungen einen extrem fein regelbaren Abstand zwischen den Walzen
- die Breite der Ware soll möglichst groß sein
- die Walzen möglichst wenig Masse aufweisen
- aber hohem Druck standhalten.

Durch die drei letztgenannten Anforderungen ist es oft unvermeidbar, dass geringe Biegeeffekte entlang einer Walze auftreten (Durchbiegung), zudem oft thermische Verformungen. Dem wird durch (meist winzige) Abweichungen vom zylindrischen Walzenprofil Rechnung getragen, eingesetzt werden:
- Tonnenprofile (ballig geschliffene Walzenballen), die in der Mitte leicht verdickt sind (Bombage)
- zwei gegenläufige Trapezprofile
- S-Profile.

Die beiden letzten Profile haben den Vorteil, dass Abstandsfeinregulierungen durch Lageveränderungen der Walzen möglich werden: die Walzen können parallel zueinander im Abstand verändert oder auch geschränkt werden; beim Schränken sind die Walzenachsen nicht mehr parallel.
Besonders bei den schnelllaufenden Kalandern von Papiermaschinen wird das Schwingungsverhalten durch Anti-Vibration Compound gedämpft, um trotz der hohen Geschwindigkeiten Risse in den Papierbahnen zu vermeiden.